# 姚念贻
姚念贻（1920年—1958年），上海电影译制厂的配音演员。配过很多影片的主角，如《怒海雄风》、《废品的报复》、《货郎与小姐》、《远离莫斯科的地方》。

## 生平
北京长大，毕业于北京辅仁大学。三十八岁死于难产。其姐姚念媛（郑念）为"Life and Death in Shanghai"（上海生死劫）作者。